# Augusto Capolino
Augusto Capolino (Scauri, 27 giugno 1924 – ...) è stato un calciatore italiano, di ruolo mediano.

## Carriera
Dopo aver vestito le maglie di Stabia e Avellino, disputò un campionato in massima serie con la maglia del Napoli, nella stagione 1947-1948. Debuttò il 16 novembre 1947 contro la Juventus, collezionando 7 presenze complessive e segnando anche una rete, in occasione del successo interno sul Genoa del 22 febbraio 1948. L'anno seguente, in Serie B, collezionò 15 presenze e un'altra rete. In seguito giocò tra le file di Pomigliano e Turris.